# Linyphia eiseni
Linyphia eiseni är en spindelart som beskrevs av Banks 1898. Linyphia eiseni ingår i släktet Linyphia och familjen täckvävarspindlar. Inga underarter finns listade i Catalogue of Life.